# Sondor
Sondor es el sello discográfico más antiguo de Uruguay.

## Historia
Los orígenes de este sello pueden ubicarse hacia 1938 en la ciudad de Montevideo, cuando Enrique José Abal Salvo (1918 - 2008) comenzó a hacer grabaciones con la marca Son d'Or ("Sonido de oro" en francés). Estas primeras grabaciones directas a particulares, dieron paso hacia 1941 a reproducciones industriales de discos de pasta, siendo la primera empresa en hacerlo.
En 1944 comienza a realizar ediciones comerciales y en 1952 produce los primeros Long Plays de 25 cm en 33 RPM. Dos años más tarde producen el primer disco de 45 rpm de América del Sur y en 1960 producen el primer disco estéreo de Uruguay. Por esa época Son d'Or se convierte en Sondor.
En 1962 Enrique Abal Oliú, comienza a trabajar en esta compañía, destacándose su trabajo en la promoción y grabación de distintos grupos de música y solistas Uruguayos. Entre mediados de los 70s y principios de los 80's absorbe distintos sellos discográficos de menor tamaño como Clave (que a su vez había absorbido a De la planta), Macondo y APSA. Con posterioridad también adquirió el catálogo del pequeño sello Gambardella de Enrique Cuadrado Gambardella. Hoy en día Sondor posee el catálogo más numeroso de música uruguaya, frente a otras discográficas que editan discos en ese país como Ayuí / Tacuabé, Bizarro Records y Montevideo Music Group.

## Artistas
Entre los artistas que grabaron en esta discográfica se encuentran Alfredo Zitarrosa, Los Olimareños, Amalia de la Vega, Julio Sosa, Rubén Rada, José Carbajal, Santiago Chalar, Pepe Guerra, Miguel Villasboas, Donato Racciatti, Romeo Gavioli, Karibe con K, Mogambo y Eduardo Mateo entre muchos otros.
Además muchos artistas argentinos vinieron a grabar a los Estudios Sondor como Osmar Maderna, Osvaldo Pugliese, Roberto Goyeneche, Leopoldo Federico, Banana Pouyerredón, Pappo, Cordera, Kevin Johansen, Adriana Varela, Sandra Mihanovich. También grabaron Joan Manuel Serrat, Goro Gocher, Armando Manzanero, Lecuona, Orefiche y sus Havanan Cuban Boys, etc.